# Linia kolejowa nr 234
Linia kolejowa nr 234 – jednotorowa, niezelektryfikowana linia kolejowa znaczenia miejscowego łącząca posterunek odgałęźny Kiełpinek ze stacją Stara Piła.

## Historia
28 lipca 1909 parlament pruski uchwalił ustawę o wybudowaniu linii kolejowej z Gdańska Wrzeszcza do Starej Piły przez Gdańsk Brętowo, Kiełpinek, Kokoszki i Leźno o długości 19,52 km. Poprowadzona skrajem wzgórz morenowych linia posiadała charakter trasy podgórskiej, a część wiaduktów uzyskała poszerzone podpory do rozbudowy pod drugi tor. Otwarcie jednotorowej linii nastąpiło w dniu 1 maja 1914 i przez okres I wojny światowej kursowały nią 4 pary pociągów osobowych dziennie. Na linii obowiązywała prędkość maksymalna 50 km/h.
Pierwotnie linia rozpoczynała się na stacji Gdańsk Wrzeszcz, jednak 26 marca 1945 na pięciu wiaduktach położonych na linii Niemcy ustawili parowozy i wysadzili je w powietrze, co skutkowało zniszczeniem infrastruktury na odcinku do Kokoszek.

## Współczesność
W latach 2013–2015, odcinek Wrzeszcz–Gdańsk Kiełpinek, został odbudowany jako dwutorowa linia kolejowa nr 248 i połączony z odcinkiem biegnącym przez Port Lotniczy im. Lecha Wałęsy do linii kolejowej nr 201.
W maju 2016 w 102. rocznicę otwarcia linii kolejowej Wrzeszcz–Stara Piła, odbył się przejazd drezynami na odcinku Kokoszki–Stara Piła.
W lipcu 2018 podjęto decyzję o remoncie w 2019 odcinka Stara Piła–Gdańsk Kokoszki (przez PKP PLK) oraz odbudowie 1,5 km odcinka Gdańsk Kokoszki–Gdańsk Kiełpinek (przez PKM S.A.). 29 marca 2019 PKM S.A. otworzyło oferty na koncepcję rewitalizacji fragmentu linii kolejowej nr 234 z budową przystanku Karczemki. Zamawiający szacunkową wartość zamówienia określił na 598,6 tys. zł, natomiast złożone oferty opiewały na kwoty od 977,9 tys. zł (Infra – Centrum Doradztwa) przez 1,025 mln zł (Transprojekt Gdański) do 1,464 mln zł (Multiconsult Polska). Koncepcję rewitalizacji kilometrowego odcinka trasy kolejowej z Karczemek do Kokoszek wraz z budową przystanku Karczemki na podstawie umowy z 22 maja 2019 wykonało konsorcjum firm Infra i EnviRail. W sierpniu 2019 podpisano z kolei ostateczne porozumienie między Urzędem Marszałkowskim, PKM S.A. i PKP PLK w sprawie budowy i modernizacji linii kolejowej przez Kokoszki i Starą Piłę. Ogłoszenie przetargu na modernizację tego pozbawionego mijanek odcinka o długości 16 km nastąpiło w 2019, jednak z uwagi na przekroczenie określonego na 216,8 mln zł budżetu przez oferentów (najtańsza oferta opiewała na 250,3 mln zł) został on unieważniony. W 2020 ogłoszono przetarg na realizację zadania o szacunkowej wartości inwestycji w wysokości ponad 56 mln zł. 
W październiku 2020 wykonawcą robót na odcinku realizowanym przez PKM S.A. za kwotę 43 mln zł została gdyńska firma Torhammer. Umowę na realizację inwestycji podpisano 23 grudnia 2020, a prace na tym odcinku wymagające m.in. palowania gruntu oraz nad układaniem torów zakończyły się w 2023.
W lutym 2021 PKP PLK podpisało umowę z konsorcjum firm Rajbud i Torhamer na realizację swojego odcinka bajpasu kartuskiego. Prace te zakończyły się w 2023.
W lutym 2022 otwarto nowy wiadukt w Niestępowie. W ramach inwestycji zostały utworzone również zejścia do peronu, który został wybudowany w 2023 w ramach budowy bajpasu kartuskiego realizowanego przez PKP PLK.
3 lutego 2024 na linii odbył się inauguracyjny przejazd pociągu retro KASZUB zorganizowany przez TurKol. Był to pierwszy pociąg osobowy od 1945, który wjechał do Gdańska Kokoszek od strony Gdańska Kiełpinka. 29 lutego tego samego roku na torach bajpasu kartuskiego w Gdańsku Kokoszkach po raz pierwszy pojawił się spalinowy zespół trakcyjny SA133-026, przeznaczony do obsługi pasażerów nowej linii kolejowej. 11 marca 2024 po bajpasie kartuskim zaczęły kursować pociągi pasażerskie. W tym samym miesiącu ukazała się książka Kolejowym bajpasem z Trójmiasta do Kartuz Henryka Jursza i Piotra Odya, monografia o reaktywowanej linii z Kokoszek do Kartuz czyli bajpasie kartuskim.